# Naumovichi
Naumovichi est un village de la région de Grodno en Biélorussie. Sa population est de 266 habitants.

## Histoire
Au cours de la Seconde Guerre mondiale, le village est occupé par les allemands de 1941 à 1944. Il est le site d'exécutions de masse. Environ 3000 personnes de Grodno dont des Juifs de l'intelligentsia seront assassinés dans ce qu'on appellera la Shoah par balles.
Le 13 juillet 1943, les Allemands tuent 50 polonais de Lipsk à Naumovichi. Parmi les victimes figure Marianna Biernacka,.